# 中二駅
中二駅（チュンイえき）は朝鮮民主主義人民共和国平壌直轄市龍城区域にある、朝鮮民主主義人民共和国鉄道省の駅である。

## 歴史
1965年6月10日：開業。

## 隣の駅
朝鮮民主主義人民共和国鉄道省
平羅線
間里駅 - 中二駅 - 東北里駅

## 周辺施設
- 金正恩国防大学